# Dieter Schindler
Dieter Schindler (* 7. März 1941; † 10. September 2019) war ein deutscher Tischtennisspieler. Er war in den 1960er Jahren fünffacher DDR-Meister.
Schindler spielte beim Verein SC Lokomotive Leipzig, der 1963 in den SC Leipzig überging. Mit dessen Herrenmannschaft wurde er 1962, 1963, 1964 und 1966 DDR-Mannschaftsmeister. 1964 wurde er zusammen mit Wolfgang Schmidt DDR-Meister im Doppel.
1965 belegte Schindler in der DDR-Rangliste Platz vier.
Zuletzt spielte er beim VfB Ottersleben.